# João Morgado (escritor)
João Morgado (Aldeia do Carvalho, Covilhã, 5 de maio de 1965) poeta e romancista, é um premiado autor português. Recebeu a 13 de Junho de 2017 a Grã-Cruz da Ordem do Mérito Cívico e Cultural, oficializada pela República Federativa do Brasil, pela sua investigação sobre a vida de Pedro Álvares Cabral. 

## Publicações
ROMANCES
- "Diário dos Infiéis" (2010), [4]

- "Diário dos Imperfeitos", (2012)[5]
- "Diário dos Infelizes", (2024)

ROMANCES HISTÓRICOS 
- "O Livro do Império" [7]

- "Vera Cruz", (2015) [8]

- "Índias", (2016)[9]
- "Fernão de Magalhães e a Ave-do-Paraíso", (2019) [10]

CONTOS
- "Meio-Rico", (2011)[11]
- "O Pássaro dos Segredos", (2013)[12]
- "Minha mãe... costureira de sonhos" (2022)
- "Praia di Bunitas" (2024)

POESIA
- "Para Ti", (2014)[13]
- "Porto de Saudade", (2016) [14]
- ''Integra várias colectâneas de poesia'', entre as quais, duas internacionais[15]

### Colectâneas
- "COLECTÂNEA DE POESIA CONTEMPORÂNEA DA BEIRA INTERIOR", Kreamus, 2000;
- "RIO DE DOZE ÁGUAS, Coisas de Ler, 2012;
- A CNB E OS POETAS, Companhia Nacional de Bailado (2014);
- ARTE POESIA, Edições Oz, 2015;
- MARGINÁLIA, Edita-me, 2015;
- O OLHAR DA LINGUA PORTUGUESA NO MUNDO, Instituto do Olhar Português, edição luso-brasileira, 2016; * WORLD POETRY YEARBOOK 2015, Anuário do IPTRC – International Poetry Translation and Research Centre, 2016;
- EM NOME DO TEU NOME, Edição Comemorativa do Café Santa Cruz, Coimbra, 2016;
- A FISIONOMIA TRANSFORMADA, de Maria João Simões; "À SOMBRA DO SILÊNCIO/ À L'Ombre du Silence. – Edição solidária e bilingue, português-francês. Projecto “Ser Mulher”.Coord. Lídia Moura (2018);
- SER MULHER II (Livro solidário, Coord. Lídia Moura), Mosaico de Palavras 2017;
- CONTINUUM, Poética Edições, 2018;
- RIO DE PÉROLAS (Macau), Ipsis Verbis, 2020.

NOVELA
- "O Céu do Mar", (2016)

INFANTO-JUVENIL
- Colecção Grandes Descobridores [16] (Edições Alethêia - Pingo Doce)
- "Pedro Álvares Cabral - O Gigante dos Mares", (2016)
- "Vasco da Gama - O Terror das Índias", (2016)
- "Pêro da Covilhã - El Andalus", (2017)
- "Bartolomeu Dias - O Grande Navegador", (2017)

- "Cabralito", 2015

## Traduções
Para além de poemas em várias colectâneas internacionais, João Morgado tem contos traduzidos em inglês e chinês, e algumas obras traduzidas na integra: 
2023 - "Fernando Magellan I Rajka Ptica”, sérvio, tradução do original "Fernão de Magalhães e a Ave do Paraíso" 
2023 - "El cielo del mar”, castelhano, tradução do original "O Céu do Mar"
2022 – “Surga Laut”, bahasa indonésio, tradução do original "O Céu do Mar"
2022 - "knji o Imperiji", sérvio, tradução do original "O Livro do Império"
2021 - "Открытие Индии" (Descoberta da Índia), russo, tradução do original "Índias"
2020 - "The Sea Heaven", inglês, tradução do original "O Céu do Mar"
No Brasil pode encontrar algumas obras do autor na plataforma Clube de Autores

## Prémios literários
Recebeu os seguintes prémios : 
- Prémio Nacional de Conto Manuel da Fonseca 2020 [18]
- Prémio Literário Ferreira de Castro 2019 [19]
- Prémio "Medalha do Mérito Literário da Ordem Internacional do Mérito do Descobridor do Brasil, Pedro Álvares Cabral”, 2017, [20]
- Prémio Literário António Gaspar Serrano, 2016[21]

- Prémio Nacional de Literatura LIONS 2015[22],
- Prémio Literário de Poesia Arandis - Manuel Neto dos Santos, 2015[23]
- Prémio Literário Fundação Dr. Luís Rainha Correntes d’ Escritas, 2015 [24]
- Prémio Literário António Alçada Baptista 2014 [25],
- Prémio Literário Vergílio Ferreira 2012

Menções Honrosas:
• Premio Literário Alves Redol 2015 (Conto) 
• Prémio Literário Dr. João Isabel 2016 (Poesia) 

Outros prémios pessoais
- Grã-Cruz da Ordem do Mérito Cívico e Cultural, oficializada pela República Federativa do Brasil (2017).
- Troféu "Cristo Redentor" da ALAP - Academia de Letras e Artes de Paranapuã, Rio de Janeiro, Brasil (2018).

## Teatro
João Morgado não escreveu directamente para teatro, mas duas das suas obras, "Diário dos Imperfeitos" e "Diário dos Infiéis", foram adaptadas ao palco pela ASTA - Associação de Teatro e Outras Artes, ambas com encenação de Marco Ferreira[ligação inativa].    

## Sinfonias “Vera Cruz” e "Monsanto"
A obra de João Morgado, "Vera Cruz", sobre a vida desconhecida de Pedro Álvares Cabral, serviu de inspiração para uma Sinfonia para Coro e Orquestra Sinfónica, com o mesmo nome, composta pelo violetista e maestro, João Pedro Delgado. A estreia teve Dora Rodrigues como soprano convidada e a direcção de orquestra do violinista e maestro Gustavo Delgado. Uma iniciativa da Autoestradas da Beira Interior (A23), no âmbito do XI Festival de Música da Beira Interior 2016. Na edição seguinte, em 2017, João Morgado contribuiu com o poema sinfónico "O Cerco do Castelo de Monsanto",  para uma obra do maestro Luís Cipriano, "Monsanto", com orquestra Sinfónica, coro misto, coro Infantil e barítono solo. A peça é composta por cinco andamentos, foi estreada a 3 de Junho, no TMG da Guarda, e a Direção esteve a cargo de Bruno Martins.    